# The Half Breed Parson (film, 1913)
The Half Breed Parson est un film muet américain réalisé par Francis Ford et sorti en 1913.

## Fiche technique
- Réalisation : Francis Ford
- Scénario : Grace Cunard
- Durée : 20 minutes
- Date de sortie : États-Unis : 29 mars 1913

## Distribution
- Francis Ford
- Grace Cunard
- Mona Darkfeather